# Playtime (contemporain)
 (décembre 2016).
Améliorez-le ou discutez des points à vérifier. 
Pour les articles homonymes, voir Playtime.
Playtime est un immeuble contemporain situé rue Viviani en face du Palais des sports de Beaulieu sur l'Île de Nantes, à Nantes et livré en 2007. Playtime a été dessiné par l'agence d'architectes nantais, Tétrarc et son promoteur est Lamotte.
L'immeuble accueille dans son socle de 1 500m² un centre de remise en forme.
Sur son premier bâtiment faisant face à la rue Viviani, il y a sur 700 m2, l'IRSS (Institut Régional de Sport et de Santé) qui prépare au concours de Kinésithérapeute. Au-dessus, ce qui en fait son originalité, 8 maisons duplex (à 10 m2 de haut depuis le sol) disposant chacune d'une serre-jardin d'hiver de 20 m2.
À 8 mètres au-dessus d'une terrasse végétalisée, une passerelle couverte en bois permet l'accès à six des huit maisons.
Son deuxième bâtiment, accueille 95 appartements du studio au T2.
Les premières livraisons des appartements se sont déroulées à partir du mois de juillet 2007.
En septembre 2007, le projet Playtime a reçu le prix National de la « Pyramide d'Or » (organisé par la Fédération nationale des promoteurs constructeurs (FNPC)) au concours des promoteurs-constructeurs. Ce dernier vise à promouvoir la qualité, le savoir-faire et l’innovation et récompense les programmes répondant à des critères de performance thermique, d’intégration environnementale, de durabilité et d’esthétique.